# Temporada do Sport Lisboa e Benfica de 2016–17

O Sport Lisboa e Benfica, na temporada 2016–2017, participará de cinco competições: Primeira Liga, Taça de Portugal, Taça da Liga, Supertaça Cândido de Oliveira e Liga dos Campeões.

## Equipamentos
- 2016-17
- 1º - Camisola vermelha, calção branco e meias vermelhas;
- 2º - Camisola preta, calção preto e meias pretas.

| Equipamento casa | Equipamento fora |  |

## Mercado de transferências de verão (2016–17)

### Entradas
- : Jogadores emprestados
- : Jogadores que voltam de empréstimo

| # | Data de assinatura     | Posição | No. | Jogador                | Idade | From            | Ends | Fee          | Ref   |
| - | ---------------------- | ------- | --- | ---------------------- | ----- | --------------- | ---- | ------------ | ----- |
|   | 15 de setembro de 2015 | FW      |     | Franco Cervi           | 21    | Rosario Central | 2022 | Não revelado | [ 1 ] |
|   | 2 de fevereiro de 2016 | FW      | 15  | André Carrillo         | 24    | Sporting        | 2021 | Livre        | [ 2 ] |
|   | 17 de maio de 2016     | FW      | 11  | Konstantinos Mitroglou | 28    | Fulham          | 2020 | Não revelado | [ 3 ] |
|   | 1 de junho de 2016     | MF      | 8   | André Horta            | 19    | Vitória FC      | 2021 | Não revelado | [ 4 ] |
|   | 2 de junho de 2016     | MF      |     | Guillermo Celis        | 23    | Barranquilla    | 2021 | Não revelado |       |

### Saídas
- : Jogadores que chegaram ou saíram por empréstimo
- : Jogadores que chegaram ou saíram após serem emprestados
- : Jogadores que chegaram ou saíram sem custos

- : Jogadores que chegaram ou saíram após compra de direitos/multa rescisória
- : Jogadores que saíram após o fim do contrato
- : Jogadores que saíram após terem seus contratos rescindidos

| Entradas      |      |                  |       |
| Jogador       | Pos. | Clube anterior   | Ref.  |
| Paulinho      | LD   | União da Madeira | [ 5 ] |
| Ricardo Nunes | G    | Porto            | [ 6 ] |
| Filipe        | A    | Wolfsburg        | [ 7 ] |

| Saídas         |                 |       |                    |           |       |
| Jogador        | Posição         | Idade | Clube de destino   | Valor     | Ref.  |
| Renato Sanches | Médio Central   | 18    | Bayern de Munique  | 35,00 M € | [ 8 ] |
| Nicolás Gaitán | Extremo Direito | 28    | Atlético de Madrid | 25,00 M € | [ 8 ] |

### Mercado de inverno
- : Emprestado
- : Regressado de empréstimo

| Entradas |                 |                |                     |
|          | Jogador         | Clube anterior | Preço               |
|          | Cristian Arango | Envigado       | 1,50 M €            |
|          | Pedro Nuno      | Académica      | 400 mil €           |
|          | Marcelo Hermes  | -------        | custo zero          |
|          | Luis Filipe     | -------        | Volta de Empréstimo |
|          | Diego Lopes     | -------        | Volta de Empréstimo |

| Saídas |                 |                  |                     |
|        | Jogador         | Clube de destino | Preço               |
|        | Pedro Nuno      | Tondela          | Vindo de Empréstimo |
|        | Cristian Arango | Celtic           | Vindo de Empréstimo |
|        | / Adel Taarabt  | Génova           | Vindo de Empréstimo |
|        | Diego Lopes     | Panetolikos      | Vindo de Empréstimo |

## Pré-temporada
Vitória
      Empate
      Derrota
| 14 de julho de 2016                               | Benfica | 0–0 (3–3 pen.)                             | Vitória de Setúbal | Algarve, Portugal                                            |  |
| 20:30 WEST                                        |         | Report                                     |                    | Estádio: Estádio Algarve Árbitro: Cristiano Pires (Portugal) |  |
|                                                   |         | Penalidades                                |                    |                                                              |  |
| L. López E. Salvio A. Almeida F. Cervi B. Kalaica |         | M. Nader A. Meyong V. Costa Ruca A. Issoko |                    |                                                              |  |

| 16 julho de 2016 | Benfica                                                       | 4–0    | Derby County | Algarve, Portugal                                           |  |
| 20:30 WEST       | N. Semedo 16' · R. Fonte 54' · A. Almeida 63' · E. Salvio 90' | Report |              | Estádio: Estádio Algarve Árbitro: Pedro Oliveira (Portugal) |  |

## Supertaça Cândido de Oliveira

### Final
| Domingo - 7 de agosto de 2016 | Benfica                                    | 3 – 0     | Braga | Aveiro, Portugal                                          |  |
| 20h45                         | Franco Cervi 10' · Jonas 75' · Pizzi 90+2' | Relatório |       | Estádio: Estádio Municipal de Aveiro Árbitro: João Capela |  |

| Benfica | Braga |

| Benfica:    |    |                      |
|             |    |                      |
|             |    |                      |
| GR          | 12 | Júlio César          |
| DC          | 4  | Luisão               |
| DC          | 14 | Victor Lindelöf      |
| DD          | 50 | Nélson Semedo 31'    |
| DE          | 3  | Álex Grimaldo 53'    |
| MDF         | 5  | Ljubomir Fejsa       |
| MD          | 21 | Pizzi 90+2'          |
| ME          | 22 | Franco Cervi 10' 86' |
| MO          | 8  | André Horta          |
| SA          | 10 | Jonas 75' 78'        |
| AC          | 11 | Kostas Mitroglou 68' |
| Suplentes:  |    |                      |
| GR          | 13 | Paulo Lopes          |
| DC          | 2  | Lisandro López       |
| MDF         | 7  | Andreas Samaris 78'  |
| AE          | 15 | André Carrillo       |
| AD          | 18 | Toto Salvio 86'      |
| AC          | 20 | Gonçalo Guedes       |
| AC          | 9  | Raúl Jiménez 68'     |
| Treinador:  |    |                      |
| Rui Vitória |    |                      |

| Braga:       |    |                |
|              |    |                |
| GR           | 28 | Marafona       |
| D            | 15 | Baiano         |
| D            | 87 | Marcelo Goiano |
| D            | 33 | 44'            |
| D            | 19 | 30'            |
| M            | 5  | Sérvia         |
| M            | 21 | Portugal       |
| M            | 85 | 29'            |
| M            | 39 | 66'            |
| A            | 11 | 48' 86'        |
| A            | 17 | 79'            |
| Suplentes:   |    |                |
| GR           | 13 | Portugal       |
| D            | 50 | Portugal       |
| D            | 2  | Argentina      |
| M            | 7  | 90'            |
| M            | 30 | Brasil         |
| A            | 18 | 83'            |
| A            | 9  | 70'            |
| Treinador:   |    |                |
| José Peseiro |    |                |

## Campeonato
Vitória
      Empate
      Derrota

### Jornada 1
| Sábado - 13 de agosto de 2016 | Tondela | 0 – 2     | Benfica                                | Tondela, Portugal                                    |  |
| 20h30                         |         | Relatório | Lisandro López 39' · André Horta 90+3' | Estádio: Estádio João Cardoso Árbitro: João Pinheiro |  |

| Cores do Time Tondela | Benfica |

| Benfica:   |    |                        |
|            |    |                        |
|            |    |                        |
| GR         | 1  | Cláudio Ramos          |
| D          | 22 | David Bruno            |
| D          | 3  | João Pica              |
| D          | 44 | Rafael Amorim          |
| D          | 24 | Mamadu Candé           |
| M          | 8  | Hélder Tavares 66'     |
| M          | 14 | Fernando Ferreira 56'  |
| M          | 27 | Bruno Monteiro         |
| M          | 11 | Miguel Cardoso 42' 78' |
| A          | 11 | Kostas Mitroglou 68'   |
| A          | 22 | Franco Cervi 10' 86'   |
| Suplentes: |    |                        |
| GR         | 12 | Ricardo Janota         |
| D          | 4  | Kaká                   |
| M          | 7  | Claude Gonçalves 56'   |
| M          | 6  | Dylan Flores 66'       |
| A          | 9  | Zé Turbo               |
| A          | 77 | Murilo Freitas         |
| A          | 92 | Fábio Nunes            |
| Treinador: |    |                        |
| Petit      |    |                        |

| Braga:      |    |                      |
|             |    |                      |
| GR          | 12 | Júlio César          |
| D           | 50 | Nélson Semedo 31'    |
| D           | 4  | Luisão               |
| D           | 14 | Victor Lindelöf      |
| D           | 62 | Álex Grimaldo 53'    |
| M           | 5  | Ljubomir Fejsa       |
| M           | 8  | André Horta 90+3'    |
| M           | 21 | Pizzi                |
| M           | 20 | Gonçalo Guedes       |
| A           | 11 | Kostas Mitroglou 68' |
| A           | 22 | Franco Cervi 10' 86' |
| Suplentes:  |    |                      |
| GR          | 13 | Paulo Lopes          |
| D           | 2  | Lisandro López       |
| M           | 7  | Andreas Samaris 78'  |
| M           | 15 | André Carrillo       |
| A           | 18 | Toto Salvio 86'      |
| A           | 20 | Gonçalo Guedes       |
| A           | 9  | Raúl Jiménez 68'     |
| Treinador:  |    |                      |
| Rui Vitória |    |                      |

### Jornada 2
| Domingo - 21 de agosto de 2016 | Benfica                 | 1 – 1     | Vitória de Setúbal     | Lisboa, Portugal                                 |  |
| 20h45                          | Raúl Jiménez 83' (g.p.) | Relatório | Frederico Venâncio 66' | Estádio: Estádio da Luz Árbitro: Manuel Oliveira |  |

| Benfica | Vitória de Setúbal |

### Campeonato - Jornada 11
| Domingo - 27 de novembro de 2016 | Benfica                          | 3 – 0     | Moreirense | Lisboa, Portugal                              |  |
| 18h00                            | Pizzi 32' 58' · Raúl Jiménez 88' | Relatório |            | Estádio: Estádio da Luz Árbitro: Luís Godinho |  |

| Benfica | Moreirense |

| Benfica:         |    |                         |
|                  |    |                         |
|                  |    |                         |
| GR               | 1  | Ederson Moraes          |
| D                | 50 | Nélson Semedo           |
| D                | 4  | Luisão                  |
| D                | 14 | Victor Lindelöf         |
| D                | 2  | Álex Grimaldo           |
| M                | 5  | Ljubomir Fejsa 88'      |
| M                | 8  | André Horta             |
| M                | 21 | Pizzi                   |
| M                | 18 | Eduardo Salvio 87'      |
| A                | 20 | Gonçalo Guedes          |
| A                | 22 | Franco Cervi 12' 70'    |
| Suplentes:       |    |                         |
| GR               | 12 | Júlio César             |
| D                | 34 | André Almeida           |
| D                | 4  | Luisão                  |
| M                | 7  | Andreas Samaris 70' 78' |
| M                | 28 | Guillermo Celis 88'     |
| A                | 15 | André Carrillo          |
| A                | 70 | José Gomes              |
| Treinador:       |    |                         |
| Arnaldo Teixeira |    |                         |

| Besiktas:   |    |                            |
|             |    |                            |
| GR          | 1  | Giorgi Makaridze           |
| D           | 95 | Pierre Sagna 43'           |
| D           | 3  | André Micael               |
| D           | 44 | Diego Galo                 |
| D           | 3  | Adriano 63'                |
| M           | 88 | Caner Erkin                |
| M           | 13 | Atiba Hutchinson           |
| M           | 80 | Gökhan Inler               |
| M           | 15 | Oğuzhan Özyakup 46'        |
| A           | 7  | Ricardo Quaresma           |
| A           | 9  | Vincent Aboubakar 81'      |
| Suplentes:  |    |                            |
| GR          | 1  | Fabri                      |
| D           | 77 | Gökhan Gönül               |
| D           | 44 | Rhodolfo                   |
| M           | 94 | Anderson Talisca 46' 90+3' |
| M           | 18 | Tolgay Arslan              |
| A           | 23 | Cenk Tosun 63'             |
| A           | 9  | Olcay Şahan 81'            |
| Treinador:  |    |                            |
| Şenol Güneş |    |                            |

| 22 de janeiro de 2017 Jornada 18 | Benfica                                       | 4 – 0     | Tondela | Lisboa, Portugal                               |  |
| 16h00                            | Pizzi 59' 76' · Rafa 84' · Jonas 90+3' (g.p.) | Relatório |         | Estádio: Estádio da Luz Árbitro: Bruno Esteves |  |

| Benfica | Tondela |

| 30 de janeiro de 2017 Jornada 19 | Vitória de Setúbal | ? – ?     | Benfica | Setúbal, Portugal                                 |  |
| 20h00                            |                    | Relatório |         | Estádio: Estádio do Bonfim Árbitro: João Pinheiro |  |

| 6 de fevereiro de 2017 Jornada 20 | Benfica | ? – ?     | Nacional | Lisboa, Portugal                 |  |
| 19h00                             |         | Relatório |          | Estádio: Estádio da Luz Árbitro: |  |

## Taça de Portugal

### 4ª Eliminatória
| Sábado - 19 de novembro de 2016 | Benfica                   | 6 – 0     | Marítimo | Lisboa, Portugal                               |  |
| 20h15                           | · Raúl Jiménez 69' (g.p.) | Relatório |          | Estádio: Estádio da Luz Árbitro: Carlos Xistra |  |

| Benfica | Marítimo |

## Taça da Liga

### Meia-final
| Quinta feira - 26 de janeiro de 2017 | Moreirense | 3 – 1     | Benfica | Faro/Loulé, Portugal                                                           |  |
| 20h45                                |            | Relatório |         | Estádio: Estádio do Algarve Público: 8,935 espectadores Árbitro: Tiago Martins |  |

| Moreirense | Benfica |

## Liga dos Campeões
Vitória
      Empate
      Derrota

#### Grupo B
| Pos | Equipe         | Pts | J | V | E | D | GP | GC | SG | Classificado                     |  | NAP | BEN | BES | DKV |
| --- | -------------- | --- | - | - | - | - | -- | -- | -- | -------------------------------- |  | --- | --- | --- | --- |
| 1   | Napoli         | 11  | 6 | 3 | 2 | 1 | 11 | 8  | +3 | Classificado às oitavas de final |  | —   | 4–2 | 2–3 | 0–0 |
| 2   | Benfica        | 8   | 6 | 2 | 2 | 2 | 10 | 10 | 0  | Classificado às oitavas de final |  | 1–2 | —   | 1–1 | 1–0 |
| 3   | Beşiktaş       | 7   | 6 | 1 | 4 | 1 | 9  | 14 | −5 | Transferido para Liga Europa     |  | 1–1 | 3–3 | —   | 1–1 |
| 4   | Dínamo de Kiev | 5   | 6 | 1 | 2 | 3 | 8  | 6  | +2 | Eliminado                        |  | 1–2 | 0–2 | 6–0 | —   |

### Fase de Grupos Grupo B
| Terça feira - 13 de setembro de 2016 | Benfica          | 1 – 1     | Besiktas               | Lisboa, Portugal                               |  |
| 19h45                                | Franco Cervi 12' | Relatório | Anderson Talisca 90+3' | Estádio: Estádio da Luz Árbitro: Milorad Mazić |  |

| Benfica | Besiktas |

| Benfica:         |    |                         |
|                  |    |                         |
|                  |    |                         |
| GR               | 1  | Ederson Moraes          |
| D                | 50 | Nélson Semedo           |
| D                | 2  | Lisandro López          |
| D                | 14 | Victor Lindelöf         |
| D                | 2  | Álex Grimaldo           |
| M                | 5  | Ljubomir Fejsa 88'      |
| M                | 8  | André Horta             |
| M                | 21 | Pizzi                   |
| M                | 18 | Eduardo Salvio 87'      |
| A                | 20 | Gonçalo Guedes          |
| A                | 22 | Franco Cervi 12' 70'    |
| Suplentes:       |    |                         |
| GR               | 12 | Júlio César             |
| D                | 34 | André Almeida           |
| D                | 4  | Luisão                  |
| M                | 7  | Andreas Samaris 70' 78' |
| M                | 28 | Guillermo Celis 88'     |
| A                | 15 | André Carrillo          |
| A                | 70 | José Gomes              |
| Treinador:       |    |                         |
| Arnaldo Teixeira |    |                         |

| Besiktas:   |    |                            |
|             |    |                            |
| GR          | 29 | Tolga Zengin               |
| D           | 32 | Andreas Beck 88'           |
| D           | 6  | Duško Tošić                |
| D           | 30 | Marcelo                    |
| D           | 3  | Adriano 63'                |
| M           | 88 | Caner Erkin                |
| M           | 13 | Atiba Hutchinson           |
| M           | 80 | Gökhan Inler               |
| M           | 15 | Oğuzhan Özyakup 46'        |
| A           | 7  | Ricardo Quaresma           |
| A           | 9  | Vincent Aboubakar 81'      |
| Suplentes:  |    |                            |
| GR          | 1  | Fabri                      |
| D           | 77 | Gökhan Gönül               |
| D           | 44 | Rhodolfo                   |
| M           | 94 | Anderson Talisca 46' 90+3' |
| M           | 18 | Tolgay Arslan              |
| A           | 23 | Cenk Tosun 63'             |
| A           | 9  | Olcay Şahan 81'            |
| Treinador:  |    |                            |
| Şenol Güneş |    |                            |

=
| 28 de setembro de 2016 | Napoli                                          | 4 – 2     | Benfica                         | Estádio San Paolo, Nápoles               |
| 20:45                  | Hamšík 20' · Mertens 51', 58' · Milik 54' (pen) | Relatório | Gonçalo Guedes 70' · Salvio 86' | Público: 41 281 Árbitro: GER Felix Brych |

| Napoli | Benfica |

## ggg
| 19 de outubro de 2016 | Dínamo de Kiev | 0 – 2     | Benfica                     | Estádio Olímpico, Kiev                                |
| 20:45                 |                | Relatório | Salvio 9' (pen) · Cervi 55' | Público: 25 991 Árbitro: ESP David Fernández Borbalán |

| Dínamo | Benfica |

| 1 de novembro de 2016 | Benfica            | 1 – 0     | Dínamo de Kiev | Estádio da Luz, Lisboa                      |
| 20:45                 | Salvio 45+2' (pen) | Relatório |                | Público: 51 641 Árbitro: FRA Clément Turpin |

| Benfica | Dínamo |

| 23 de novembro de 2016 | Beşiktaş                                            | 3 – 3     | Benfica                                     | Vodafone Arena, Istambul                   |
| 18:45                  | Cenk Tosun 58' · Quaresma 83' (pen) · Aboubakar 89' | Relatório | Gonçalo Guedes 10' · Semedo 25' · Fejsa 31' | Público: 36 063 Árbitro: SVN Damir Skomina |

| Besiktas | Benfica |

| Terça feira - 6 de dezembro de 2016 | Benfica | ? – ?     | Napoli | Lisboa, Portugal        |  |
| 20h45                               |         | Relatório |        | Estádio: Estádio da Luz |  |

| Benfica | Napoli |

### Oitavos-de-Final

#### 1ª Mão
| 14 de fevereiro de 2017 | Benfica              | 1 – 0     | Borussia Dortmund | Lisboa, Portugal                                                            |  |
| 19h45                   | Kostas Mitroglou 48' | Relatório |                   | Estádio: Estádio da Luz Público: 55 124 Espetadores Árbitro: Nicola Rizzoli |  |

| Benfica | Borussia Dortmund |

1. ↑  «"I'm very happy to come to such a big club"». S.L. Benfica. 15 de setembro de 2015. Consultado em 3 de junho de 2016
2. ↑  «Oficial: Carrillo no Benfica até 2021» [Official: Carrillo at Benfica until 2021]. O Jogo. 2 de fevereiro de 2016. Consultado em 3 de junho de 2016
3. ↑  «"Everything is amazing here!"». S.L. Benfica. 17 de maio de 2016. Consultado em 3 de junho de 2016
4. ↑  «"It's a dream come true"». S.L. Benfica. 1 de junho de 2016. Consultado em 3 de junho de 2016
5. ↑  «Mercato: Samuel Umtiti quitte l'OL pour le FC Barcelone» (em francês). Sítio oficial Olympique Lyonnais. 30 de junho de 2016
6. ↑  «Jasper Cillessen, nuevo jugador del FC Barcelona» (em espanhol). Sítio oficial FC Barcelona. 25 de agosto de 2016
7. ↑  «Paco Alcácer, nuevo jugador del FC Barcelona» (em espanhol). Sítio oficial FC Barcelona. 30 de agosto de 2016
8. 1 2  «Sandro Ramírez signa pel Màlaga CF» (em espanhol). Sítio Oficial FC Barcelona. 7 de julho de 2016. Consultado em 8 de julho de 2016